# 루루 (가수)
루루(본명: 손윤미, 1979년 4월 19일~)은 대한민국의 가수이다.

## 경력
- 1998년~2002년 그룹 '스페이스 A' 멤버